# Di domenica
Di domenica è un singolo del gruppo musicale italiano Subsonica, pubblicato il 5 settembre 2014 come secondo estratto dal settimo album in studio Una nave in una foresta.

## Video musicale
Il video, diretto da Luigi Merli, è stato girato a Corralejo (Fuerteventura) e in esso compaiono i Subsonica mentre suonano il brano e alcuni ragazzi, tra cui Oscar Wildeste, meglio conosciuto come Il Profeta.
Un altro videoclip con le parole del brano, diretto da Donny Milkyeyes, è stato pubblicato sui canali ufficiali del gruppo il giorno dell'uscita del singolo.

## Tracce
1. Di domenica – 3:52